# Гардена (Каліфорнія)
Гардена (англ. Gardena) — місто (англ. city) в США, в окрузі Лос-Анджелес штату Каліфорнія. Населення — 61 027 осіб (2020).

## Географія
Гардена розташована за координатами 33°53′40″ пн. ш. 118°18′27″ зх. д. / 33.89444° пн. ш. 118.30750° зх. д. (33.894417, -118.307522).  За даними Бюро перепису населення США в 2010 році місто мало площу 15,19 км², з яких 15,10 км² — суходіл та 0,09 км² — водойми.
Межує з Атенсом на півночі, з Уіллоубруком на північному сході, з Лос-Анджелесом на сході і на півдні, з містом Торранс на південному заході, з Алондра-Парком на заході і з Хоторном на північному заході.

## Демографія
Згідно з переписом 2010 року, у місті мешкало 58 829 осіб у 20 558 домогосподарствах у складі 14 199 родин. Густота населення становила 3873 особи/км².  Було 21472 помешкання (1413/км²).
Расовий склад населення:
| - 26,2 % — азіатів - 24,6 % — білих - 24,4 % — чорних або афроамериканців - 0,7 % — вихідців з тихоокеанських островів - 0,6 % — корінних американців - 18,9 % — осіб інших рас |

До двох чи більше рас належало 4,5 %. Частка іспаномовних становила 37,7 % від усіх жителів.
За віковим діапазоном населення розподілялося таким чином: 22,8 % — особи молодші 18 років, 63,1 % — особи у віці 18—64 років, 14,1 % — особи у віці 65 років та старші. Медіана віку мешканця становила 37,9 року. На 100 осіб жіночої статі у місті припадало 92,6 чоловіків;  на 100 жінок у віці від 18 років та старших — 89,8 чоловіків також старших 18 років.
Середній дохід на одне домашнє господарство  становив 64 191 долар США (медіана — 47 674), а середній дохід на одну сім'ю — 71 237 доларів (медіана — 53 417). Медіана доходів становила 39 976 доларів для чоловіків та 39 003 долари для жінок. За межею бідності перебувало 15,0 % осіб, у тому числі 21,8 % дітей у віці до 18 років та 11,9 % осіб у віці 65 років та старших.
Цивільне працевлаштоване населення становило 27 508 осіб. Основні галузі зайнятості: освіта, охорона здоров'я та соціальна допомога — 21,1 %, роздрібна торгівля — 12,5 %, виробництво — 12,2 %.

## Відомі уродженці та жителі
- Поллі Берген — американська актриса та співачка
- Вейн Коллетт — американський бігун
- Генрі Блайт Халік — американський режисер, актор, продюсер, сценарист та каскадер
- Вільям Старк Роузкранс — американський винахідник, підприємець, дипломат, політик та офіцер армії США